# Nordrand
Nordrand (în germană Nordrand) este un film în limba germană din 1999 regizat de Barbara Albert. Este o co-producție internațională între Austria, Germania și Elveția, deși a fost candidatul Austriei pentru cel Mai bun Film într-o Limbă Străină  la a 72-a ediție a Premiilor Oscar, unde nu a reușit să primească o nominalizare. Filmul abordează marginalizarea migranților și minorităților etnice din Viena pe fondul creșterii xenofobiei încurajate de Jörg Haider și Partidul Libertății din Austria. 

## Distribuție
- Nina Proll ca Jasmin Schmid
- Edita Malovcic ca Tamara
- Astrit Alihajdaraj ca Senad
- Tudor Chirilă ca Valentin
- Michael Tanczos ca Roman
- Georg Friedrich ca Wolfgang
- Martina Stojan ca Sonja
- Marta Klubowicz ca Jolanta
- Brigitte Kren ca Gitti